# Gave d'Auloron
La gave d'Auloron és un riu del sud-oest de França. Amb una longitud de 102 quilòmetres, neix al Bearn, travessa el departament dels Pirineus Atlàntics i les Lanas i desemboca a la Gave de Pau.